# Cierges

Cierges este o comună în departamentul Aisne din nordul Franței. În 1 ianuarie 2022 avea o populație de 64 de locuitori.